# Torbda rufa
Torbda rufa är en stekelart som beskrevs av Tohru Uchida 1956. Torbda rufa ingår i släktet Torbda och familjen brokparasitsteklar. Inga underarter finns listade i Catalogue of Life.